# Carrozzeria Allemano
La Carrozzeria Allemano è stata una carrozzeria automobilistica italiana attiva dal 1928 al 1965.

## Storia
Questa carrozzeria nasce nel 1928 a Torino in via Orto Botanico per volere di Serafino Allemano. Inizialmente la neonata carrozzeria si dedica anche a riparazioni meccaniche, in modo da offrire un servizio più vario. Il successo non tarda ad arrivare, un grande successo se si considera il buio periodo economico nel quale stava per entrare il mondo intero a causa della grande depressione del 1929.

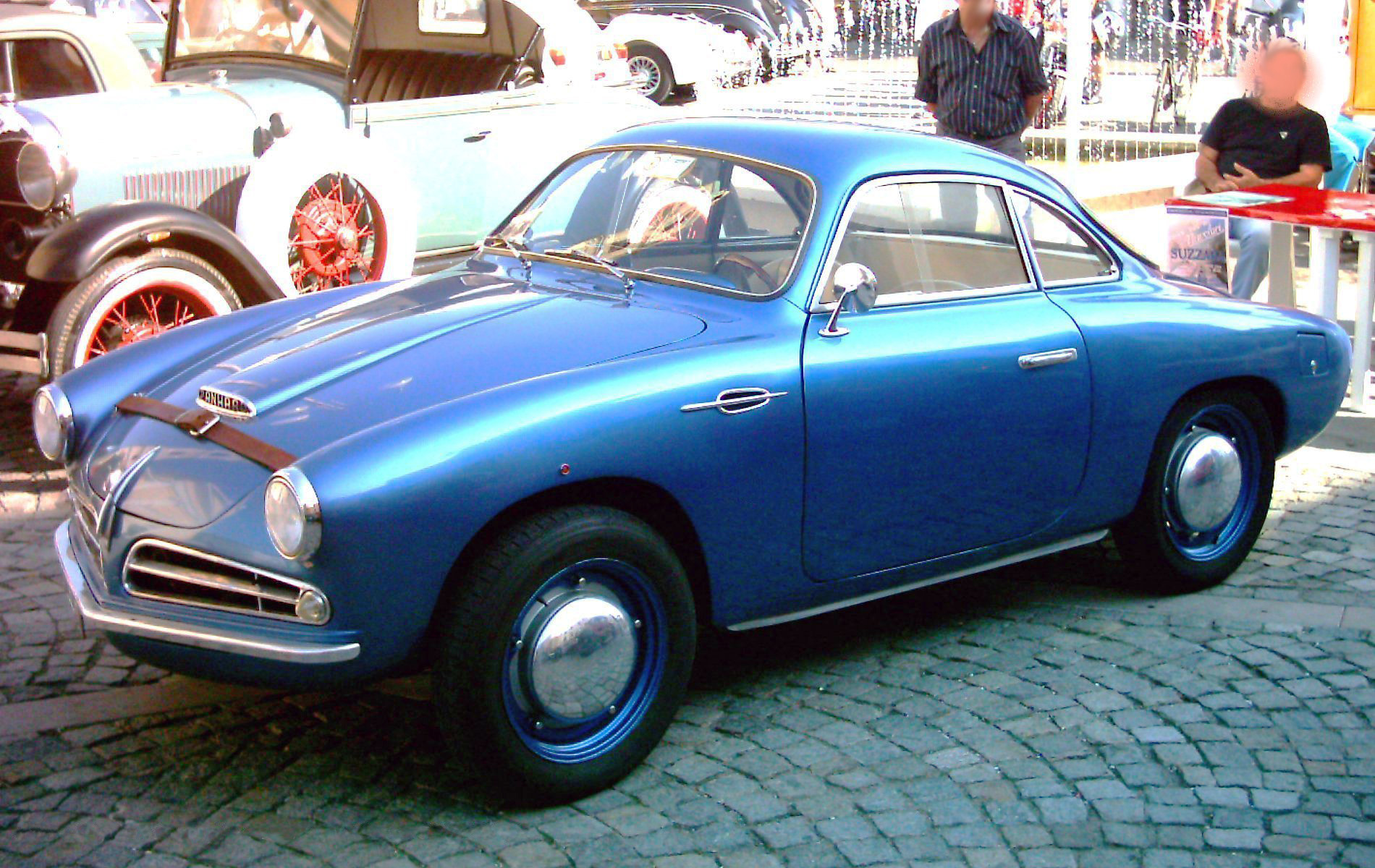
Una Panhard Dyna

Nel 1935, però, Serafino Allemano decise di indirizzare i suoi sforzi unicamente nel settore della carrozzeria. Ma pochi anni dopo, lo scoppio della Seconda guerra mondiale lo costrinse a sospendere l'attività, che comunque riprese al termine del conflitto, dapprima zoppicando, e poi a ritmo sempre più sostenuto. Già alla fine degli anni quaranta, nientemeno che la neonata Ferrari commissionò ad Allemano una sua interpretazione su base Ferrari 166, realizzata tra l'altro in collaborazione con Giovanni Michelotti. All'inizio degli anni cinquanta si fanno frequenti le sue interpretazioni su basi Fiat e Lancia. Per esempio rimarranno famose le Fiat 1100 nelle sue versioni coupé e cabriolet, realizzate nel 1954, nonché della bella Lancia Aurelia cabriolet.
Queste vetture, sebbene prodotte in tiratura assai limitata, riscossero un notevole successo sia presso la clientela sia presso le stesse Case automobilistiche che affidavano ad Allemano le loro vetture. Tali successi italiani fecero sì che Allemano venisse notato anche all'estero. Fu così che già nel 1952, lo stesso anno di lavorazione dell'Aurelia cabriolet, la carrozzeria Allemano si dedicò anche alla Francese Panhard Dyna 750 Coupé, una piccola vettura da competizione prodotta in soli 6 esemplari. Sempre in Francia, la Renault affidò ad Allemano il compito di creare una versione cabriolet dapprima della 4CV e successivamente della Dauphine. Il nome di Allemano divenne noto anche in Regno Unito, dove il carrozziere torinese trovò commesse per lui da parte di marchi come Jaguar ed Aston Martin.
Nel 1954 fu la Maserati ad affidare ad Allemano un compito, quello di realizzare una fuoriserie su base Maserati A6G 2000. Successivamente la Casa modenese commissionò altri lavori ad Allemano, da cui scaturirono autentici capolavori come quelli realizzati su base 3500 GT e 5000 GT.
La fama di Allemano varca addirittura i confini europei e fa il giro del mondo, arrivando persino in Giappone, da dove il carrozziere torinese riceve una commessa da parte di una piccola azienda nipponica per la realizzazione di due prototipi.
I due anni tra il 1959 ed il 1961 sono stati il periodo più felici per la carrozzeria torinese, la quale realizzò due pregevoli interpretazioni della Fiat 1500, in versione cabriolet e coupé, presentate tra l'altro anche al Salone di Torino.
All'inizio degli anni sessanta l'azienda si trasferisce in una nuova sede, sempre a Torino, in via Pietro Cossa.
In quel periodo ricevette dalla piccola Casa italiana ATS il compito di disegnare una nuova ed inedita vettura sportiva stradale. Da ciò nacque la ATS 2500 GT, che non ebbe molto successo, perché oramai l'egemonia commerciale di Ferrari e Maserati in tale settore era già divenuta inossidabile.
Infine, in seguito alla crisi commerciale dei primi anni sessanta, la carrozzeria Allemano chiuse i battenti.
L'importanza storica della Carrozzeria Allemano è stata comunque di rilievo, poiché, assieme ad altri valenti carrozzieri (Pininfarina, Bertone, Vignale, Ghia, Savio, Michelotti, ecc.) ha contribuito a fare della città di Torino una delle capitali mondiali del design automobilistico.

### Principali creazioni di Allemano

Lancia Aurelia carrozzata Allemano

Di seguito vengono riportate alcune vetture sulla base delle quali Allemano creò le sue fuoriserie:
- Ferrari 166 S Coupé;
- Alfa Romeo 6C 2500;
- Fiat 600;
- Fiat 1100/103 TV;
- Maserati A6G 2000
- Lancia Aurelia;
- Renault 4CV;
- Renault Dauphine;
- Aston Martin DB2/4;
- Jaguar XK140;
- Maserati 3500 GT;
- Maserati 5000 GT;
- Abarth 750;
- Fiat 1500;
- Fiat 850.

Ed ecco le principali creazioni inedite di Allemano:
- Panhard Dyna 750 Coupé Allemano;
- ATS 2500 GT.